# Barranc de Galliner
|  | Per a altres significats, vegeu «Galliner (desambiguació)». |

El barranc de Galliner és un barranc, afluent del barranc de la Creueta, a la vall de Carreu, a l'extrem nord del terme municipal d'Abella de la Conca, del Pallars Jussà.

El Barranc de Galliner, respecte del terme d'Abella de la Conca

Es forma just dessota del Cap de Boumort, al capdamunt del Clot de la Dona Morta, dins del terme de Conca de Dalt, a l'antic terme d'Hortoneda de la Conca. D'aquí davalla cap al sud, i a mesura que baixa va decantant-se cap al sud-oest, amb fragments clarament cap a ponent. S'aboca en el barranc de la Creueta just en el lloc on la Pista dels Prats segueix la llera d'aquest darrer barranc.

## Etimologia
Es tracta d'un topònim romànic descriptiu i modern, que designa el barranc que neix i travessa la zona de Galliner.